# Z 3800
Les Z 3800 sont des automotrices électriques construites en cinq exemplaires par le réseau de l'État.
Mises en service en 1938 par la SNCF comme « automotrices de ramassage », elles assurent une collecte locale de passagers avant le passage d'un express ou d'un rapide, sur la ligne Paris-Le Mans, nouvellement électrifiée, mais prennent surtout en charge des relations omnibus. Elles sont réformées en 1975.

## Conception et caractéristiques techniques
Le concept même de ces automotrices, inspiré par Raoul Dautry, directeur du réseau de l'État, est de permettre l'insertion de circulations omnibus sur une ligne au trafic très chargé. Il s'agit de trains à arrêts fréquents, très rapides, à forte accélération et à freinage appuyé, destinés à collecter les voyageurs des gares non desservies par les trains rapides ou express, afin de permettre la correspondance dans les grandes gares dans lesquelles ils déposent leurs passagers. Ces automotrices font partie de l'ensemble du matériel roulant commandé dans le cadre de l'électrification de la ligne Paris-Le Mans décidée en 1934, comprenant les futures BB 900 et 2D2 5400. La réduction du budget initial alloué à ce chantier d'électrification (lignes, équipement et matériel) fait que seules cinq automotrices sont construites.
Deux principes, déjà mis en pratique dans la fabrication des autorails, régissent la conception de ces automotrices : légèreté et puissance. La construction des Z 23800 est confiée aux sociétés SOMUA pour la caisse et à Alsthom et Oerlikon pour les équipements électriques. La caisse unique repose sur deux bogies de type Bo dont chaque essieu est moteur. La puissance continue développée par les quatre moteurs, alimentés par deux pantographes en toiture (un seul est conservé ultérieurement), est de 750 kW. Les automotrices, d'une longueur de 23,760 m, ont une masse à vide en ordre de marche de 39 t. Leurs capacités d'accélération (1,1 m/s2) leur permettent de passer de 0  à   140 km/h en 72 s. Lancées à 140 km/h, elles s'arrêtent en 850 m grâce aux freinages rhéostatique et automatique Jourdain-Monneret conjugués.
L'aménagement intérieur des automotrices comprend une vaste salle d'une capacité de 79 places assises en 2e classe. Elle est encadrée par les deux plateformes d'accès. Aux extrémités, outre les postes de pilotage, prennent place d'un côté des toilettes et de l'autre un fourgon à bagages. L'extrémité 1, où se trouvent les toilettes et, est percée d'un hublot central qui donne parfois à ces automotrices le nom d'« œil de bœuf ». La volonté d'originalité se manifeste aussi dans la livrée des automotrices, uniformément rouge rubis avec toiture gris perle à l'origine, comme celle des autorails de l'État.

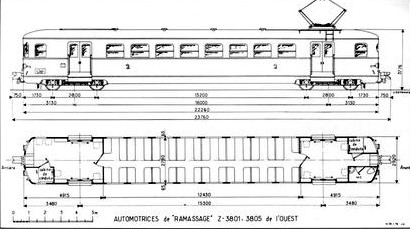
Plan de la Z 3800.

Au même titre que les autres matériels électriques du réseau Ouest, ces engins sont caractérisés par leurs deux feux frontaux superposés. Cette disposition persiste jusqu'en 1966 ; l'éclairage unifié avec deux fanaux remplace alors le précédent.
Afin de pouvoir répondre aux pointes de fréquentation, les « Rouges » (ainsi surnommées en raison de la couleur de leur caisse) sont couplables par trois. Une quatrième automotrice peut même être ajoutée, en remorque seulement, pour limiter les appels de courant dans la caténaire lors du démarrage. À cet effet, elles sont équipées de coupleurs automatiques Boirault mais ne possèdent pas de dispositif de tamponnement.

## Carrière et dépôts titulaires
Bien qu'elles soient prévues pour effectuer du ramassage, ce rôle n'est que secondaire dans la carrière des Z 23800. Elles assurent principalement des services omnibus sur Paris-Le Mans. Malgré leurs performances, elles sont handicapées par leur système d'attelage qui les rend inaptes à remorquer autre chose qu'une autre automotrice de la même série, et par leur faible nombre qui augmente fortement le coût de leur maintenance et complique la gestion du parc,.
Commandées en 1935, les automotrices sont livrées en 1938, après la création de la SNCF. Lors de leur carrière, les Z 23801 à 23805 sont d'abord rattachées au dépôt de Montrouge ; la  Z 23805, est affectée à Chartres où elle est rejointe par les autres l'année suivante. Toute la série est mutée au Mans en 1941, où elle demeure jusqu'à sa radiation qui intervient en 1975 ; entre-temps, en 1950, les cinq exemplaires sont renumérotés Z 3801 à 3805. Aucune automotrice de la série n'est sauvegardée.

## Modélisme
Les Z 3800 ont été reproduites à l'échelle HO par l'artisan ApocopA sous forme de transkit (caisse en résine à monter sur un châssis de son choix) et par les Éditions Atlas (modèle statique en plastique), n°2 de la collection « Automotrices des réseaux français ».